# كوتشك أطميش (أختاتشي)
کوتشك أطميش (بالفارسية: کوچک‌اطمیش) هي قرية تقع في إيران في قسم أختاتشي الريفي. يقدر عدد سكانها بـ 80 نسمة بحسب إحصاء 2016.